# Schillers
Schillers (mundartlich: Schillərs) ist ein Gemeindeteil der Gemeinde Hergensweiler im bayerisch-schwäbischen Landkreis Lindau (Bodensee).

## Geographie
Die Einöde liegt circa einen Kilometer nordwestlich des Hauptorts Hergensweiler. Nördlich der Ortschaft verläuft die Ländergrenze zu Wangen im Allgäu in Baden-Württemberg.

## Ortsname
Der Ortsname stammt vom Familiennamen Schiller und bedeutet (Ansiedlung) des Schiller. Der frühere Name Wyckharts stammt vom Personennamen Wīghart.

## Geschichte
Schillers wurde erstmals urkundlich Ende des 15. Jahrhunderts als Wyckharts erwähnt. Im Jahr 1605 wird der Ort schon als Weigkhardts alias Schilher vermerkt. Im Jahr 1779 fand die Vereinödung des Orts statt. Der Ort gehörte einst zum äußeren Gericht der Reichsstadt Lindau. Im Jahr 1818 wurden drei Wohngebäude in Schillers gezählt.